# Myotis dasycneme
Myotis dasycneme és una espècie de ratpenat de la família dels vespertiliònids. Viu a Belarús, Bèlgica, Bulgària, la Xina, la República Txeca, Dinamarca, Estònia, Finlàndia, França, Alemanya, Hongria, el Kazakhstan, Letònia, Lituània, Luxemburg, Moldàvia, Montenegro, els Països Baixos, Polònia, Romania, Rússia, Sèrbia, Eslovàquia, Suècia i Ucraïna. Té una gran varietat d'hàbitats naturals i li agrada niar a edificis, com ara cases pairals abandonades i esglésies. Caça les seves preses al voltant de masses d'aigua. Està amenaçat per la pertorbació d'hàbitat.